# Septic tank

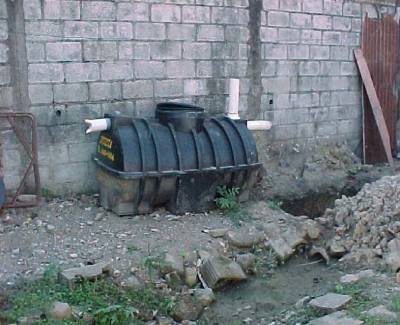
Septische tank voor installatie

Een septische put, in Nederland vaak septic tank  of septictank genoemd, is een eenvoudig waterzuiveringssysteem. Een typische septische put zuivert het afvalwater van één woning.
In de septische put wordt afvalwater afkomstig van toiletten, douche en bad gezuiverd door bezinking. Vloeistof stroomt aan de andere kant door voor verdere behandeling of lossing in de omgeving. De bezinkbare delen worden van de vloeistof gescheiden door de zwaartekracht. Dit bezonken materiaal is een voedingsstof voor bacteriën, die het gedeeltelijk tot geheel verteren. Hierdoor hoeft de put minder frequent geleegd te worden, hetgeen door een ruimingsfirma gedaan wordt.
In Nederland wordt in principe alle afvalwater via de riolering naar een rioolwaterzuiveringsinstallatie (rwzi) afgevoerd en daar gezuiverd. Daar waar geen rioolaansluiting mogelijk is, meestal in het buitengebied vanwege de grote afstanden, moet een behandeling van het afvalwater op huisniveau voorzien worden door middel van een septische put (van minimaal 6 m3), dat al dan niet deel kan zijn van een uitgebreidere IBA. In België ligt de situatie anders. In Vlaanderen alleen al zijn er ruim 400.000 woningen niet aangesloten op het rioolnetwerk. Zij werken hoofdzakelijk met septic tanks.
De beerput, welke met de septische put verward kan worden, kan als een primitieve voorloper van de septische put beschouwd worden. Een beerput dient slechts voor opslag van afvalwater zonder enige behandeling, en er is geen afvoerleiding aan gekoppeld. Een beerput dient dan ook naar verhouding veel vaker geleegd te worden dan een septic tank.

## Geschiedenis
In de prehistorische oudheid  leefde de mens nomadisch en in kleine groepjes. De kans dat iemand in andermans ontlasting terecht zou komen was nihil, dus hoefde men zich nauwelijks te organiseren om ontlastingen weg te werken: de behoefte werd in de openlucht op een beschut plekje gedaan, alwaar ontlasting door de natuur vlot verwerkt werd.
Maar zodra groepen begonnen te groeien en verstedelijking ontstond, moest het beter georganiseerd worden ter voorkoming van overlast en ziektes. Een eerste teken van voorschriften daartoe kan in het Oude Testament gevonden worden: "En gij zult een schopje hebben nevens uw gereedschap; en het zal geschieden als gij buiten gezeten hebt [het werk der natuur gedaan hebben], dan zult gij daarmede graven en u omkeren, en bedekken wat van u uitgegaan is." 

Het oudst bekende gebruik van georganiseerde verwerking van ontlasting dateert van 3700 v.Chr.  In Lothal, India, waren toen beerputten ("cesspools") en drainagevelden (velden voor ondergrondse verspreiding van effluent) in gebruik.
De eerst bekende latrines kwamen ca. 1700 v.Chr. gedurende het klassieke koninkrijk van Knossos in gebruik. Archeologische vondsten op het paleis van Koning Minos tonen dat men zijn ontlasting deed in een gat dat via een afvoerkanaal naar een put leidde. De afvoer werd bespoedigd door handmatig naspoelen.
De Romeinen begonnen met systematische toepassing van beerputten onderin bouwwerken.
De middeleeuwen kenden een flinke terugslag in de ontwikkeling van afvalwatermanagement. De systemen die tot de Romeinse tijd waren ontwikkeld raakten in vergetelheid: men deed weer op vrij primitieve manier hun ontlasting, ongeacht de socio-economische status. Ontlasting kwam vaak in  open water terecht en maakte contact met de mensen. Het waren tijden van gebrekkige hygiënische standaarden dat leidde tot epidemieën zoals cholera en tyfus.
Het was pas begin negentiende eeuw dat standaarden voor gecontroleerde afvalwaterafvoer werden voorgeschreven. Een beter beeld werd toen ook verkregen van hoe percolatie en beerputten gebruikt moesten worden. Terwijl de percolatieput ("cesspit") een eenvoudig gat in de grond was, waar de vaste stof kon wegteren terwijl de vloeistof de bodem introk, werd men zich bewust van de bodemvervuiling die percolatieputten met zich meebrachten. In stedelijke gebieden werd daarom het gebruik van beerputten voorgeschreven, waarbij de beerput ("cesspool") een gesloten put was waarin het afvalwater opgeslagen werd zonder dat het de grond in zou lekken. Deze beerput moest wel periodiek geledigd worden.

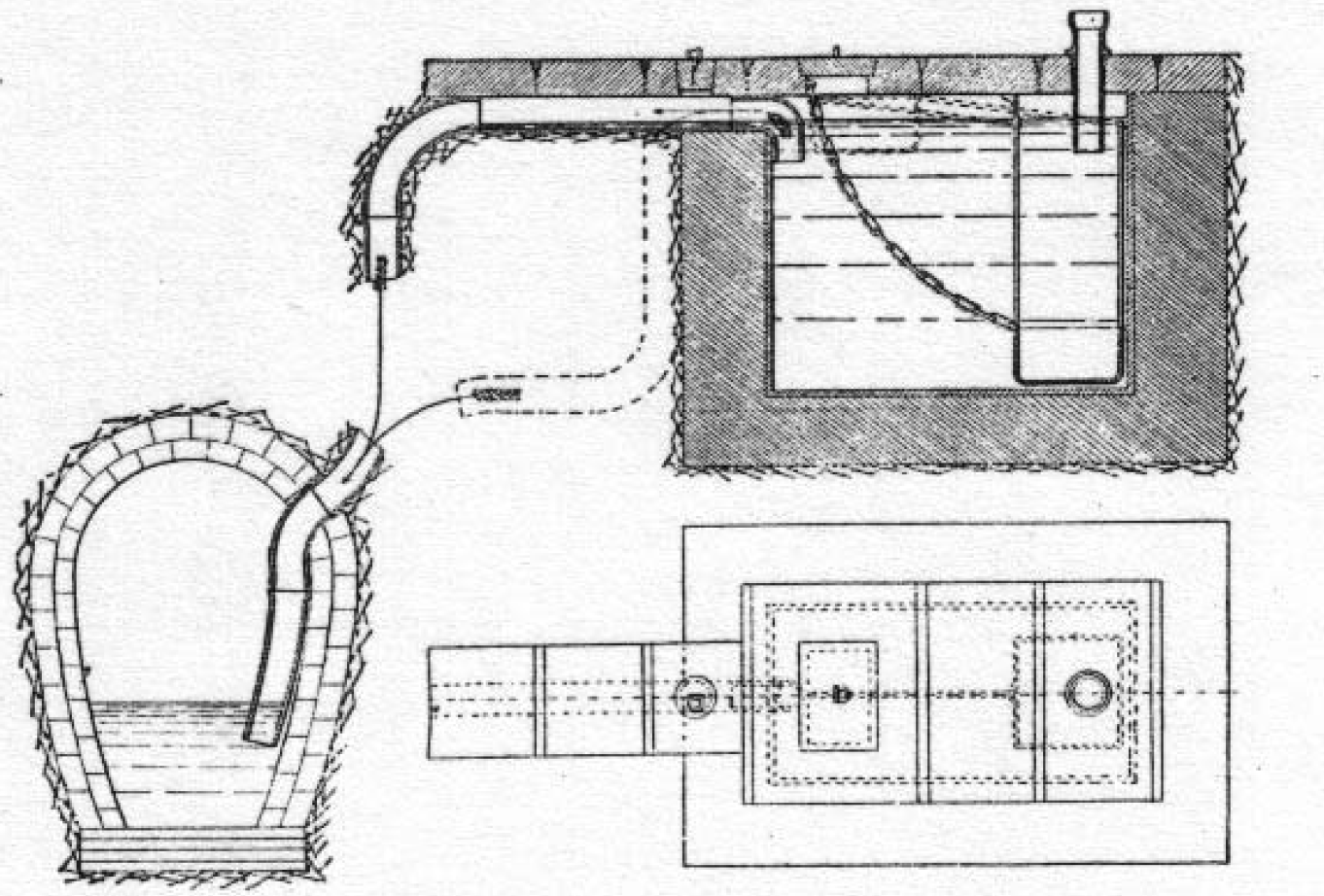
De septic tank van Jean-Louis Mouras, 1860. Toen nog "Fosse Mouras" genaamd.

De septic tank is rond 1860 in Frankrijk bij toeval uitgevonden door Jean-Louis Mouras. Hij ontwierp een op een beerput gelijkende tank - met het verschil dat er een tussenschot in zat dat verbonden was aan een percolatieput, met het idee vaste stoffen in afvalwater op te slaan en dan gecontroleerd te ontruimen, terwijl het effluent elders vrijgelaten werd. Toen Mouras tien jaar later de constructie voor inspectie opende, ontdekte hij tot zijn verbazing dat er behalve enige schuim bijna geen beer (of gier) was. Zich de gevolgen van deze ontdekking realiserend heeft hij in 1881 met hulp van Abbé Moigno zijn uitvinding als "Fosse Mouras" gepatenteerd.
Het was de eerste septic tank in de geschiedenis, maar het woord 'septic tank' werd voor het eerst in 1895 door Donald Cameron gebruikt, toen hij een zogenaamde "monster septic tank" ontwikkelde met een capaciteit van omgerekend ruim tweehonderd kubieke meter voor de stad Exeter in Engeland.
De ontwikkeling van de septic tank heeft sindsdien een lange vlucht gemaakt. Het wordt heden zowel in de residentiële, horeca, en industriesector in tal van toepassingen als primaire waterzuivering gebruikt. Afhankelijk van het type afvalwater, de hoeveelheid, en vereiste standaarden volgen er al dan geen secondaire en tertiaire ("polijsten" van water) behandelingen voordat het water wordt gerecycled of in de omgeving gestort.

## Materialen van septic tanks

### Betonnen septic tanks
Betonnen septic tanks staan bekend om hun duurzaamheid en lange levensduur. Ze zijn bestand tegen de krachten van de omgeving, zoals grondverzakkingen en vocht. Beton is een zwaar materiaal, wat zorgt voor stabiliteit en verminderde kans op opdrijven van de tank door grondwater. Echter, betonnen tanks kunnen na verloop van tijd scheuren of lekken ontwikkelen, vooral als ze niet goed zijn geconstrueerd of onderhouden. Het repareren van deze scheuren kan ingewikkeld en duur zijn. Bovendien is de installatie van een betonnen septic tank relatief arbeidsintensief en kostbaar vanwege het zware gewicht.

### Kunststof septic tanks
Kunststof septic tanks, gemaakt van materialen zoals polyethyleen zijn relatief licht, wat de installatie aanzienlijk vergemakkelijkt en de kosten verlaagt. Ze zijn bestand tegen corrosie en chemische erosie en hebben niet het risico op scheurvorming zoals bij betonnen tanks. Dit maakt ze bijzonder geschikt voor gebieden met een hoge grondwaterstand of agressieve bodemomstandigheden. Echter, hun lichte gewicht betekent ook dat ze goed verankerd moeten worden om te voorkomen dat ze naar boven komen drijven in waterverzadigde gronden. Bovendien zijn ze gevoelig voor schade tijdens transport en installatie.

## Werking

Principe van een septic tank

In een eenvoudige septische put zijn ruwweg drie lagen te onderscheiden. Er is een onderste laag met daarin de bezonken vaste materie. Daarboven is een vloeibare laag. Boven in is een laag met drijvende vaste stoffen, zoals vet. De vaste materie verteert langzaam in een anaeroob proces, maar er blijft een residu achter dat zich langzaam ophoopt.
Een onderverdeling van de septische put in verschillende compartimenten is essentieel voor een betere primaire behandeling van het afvalwater, en draagt zorg voor een goede afscheiding van de verschillende vervuilingen. Het gevolg is dat de conventionele septische put weliswaar met regelmaat doch met langere intervallen  geleegd moet worden. Het residu is niet steriel, het kan nog allerlei ziekteverwekkers en wormeieren bevatten. Gebruik van dit slib, en menselijke mest in het algemeen, op landbouwgrond wordt daarom afgeraden. Normaal gesproken verwijdert een septische put 25% tot 40% van de verontreinigingen.
Chloor en andere schoonmaakmiddelen kunnen het proces in de tank ernstig verstoren. Vooral de ontsmettende werking van bepaalde schoonmaakmiddelen heeft een negatieve invloed op de biologische zuiveringsprocessen in de septische put. Daarom dient men bij zo een systeem alleen milieuvriendelijke middelen te gebruiken. Overigens kunnen vaste materialen zoals vochtige doekjes de boel verstoppen, dus gebruik daarvan dient ook vermeden te worden.
Een goed ontworpen septische put, gecombineerd met natuurvriendelijk onderhoud (dus geen gebruik van eerder genoemde chloor en andere chemicaliën) kan leiden tot een volledige vertering van het vaste materiaal, waardoor periodieke leging niet nodig is.
Het werken aan de actieve septische put is niet zonder risico, sommige gassen die in een septische put kunnen ontstaan (methaan, ammoniak, waterstofsulfide) zijn gevaarlijk.